# Cabo Hatteras

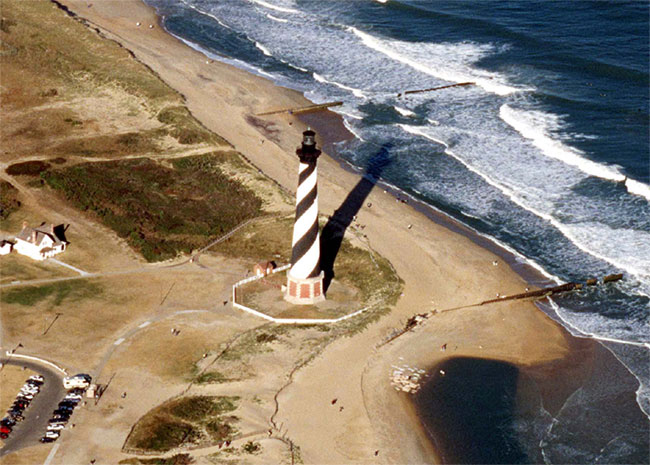
Vista do farol do Cabo Hatteras

O Cabo Hatteras é um cabo localizado no litoral do estado norte-americano da Carolina do Norte. É o ponto mais oriental do estado, fazendo do cabo um ponto chave para navegação ao longo da costa oriental dos Estados Unidos. Foram muitos os navios que naufragaram ou se perderam na região, de tal modo que o Cabo Hatteras é conhecido como "Cemitério do Atlântico".